# Hyperplatys montana
Hyperplatys montana là một loài bọ cánh cứng trong họ Cerambycidae.